# Normativna zbirka imen in naslovov Katalonije
Normativna zbirka imen in naslovov Katalonije (CANTIC) je knjižnični katalog znotraj Knjižničnega kataloga Univerz Katalonije (CCUC), ki ga vodi Biblioteca de Catalunya. Njegov cilj je standardizirati dostopne točke v bibliografskih katalogih, izboljšati povezavo med katalogi in predvsem olajšati raziskovanje in iskanje informacij. CANTIC daje posebno pozornost imenom in naslovom avtorjem, ki so povezani s katalonsko kulturo.
CANTIC je nacionalna storitev, ki omogoča standardizacijo in doslednost katalogov katalonskega knjižničnega sistema.

## Udeleženci
Udeleženci so Biblioteca de Catalunya, Casa Àsia, Center de Lectura (Reus), Consorci de Bibliothèques de les Universitats de Catalunya, Il • luster Col • legi d'Advocats de Barcelona, Museu d'Art Contemporani de Barcelona, Museu Nacional d'Art de Catalunya, Universitat Autònoma de Barcelona, Universitat de Barcelona, Universitat de Girona, Universitat de Lleida, Universitat de Vic, Universitat Jaume I, Universitat Oberta de Catalunya, Universitat Politècnica de Catalunya, Universitat Pompeu Fabra in Universitat Rovira i Virgili .

## Vzdrževanje in posodabljanje
Normativni zapisi CANTICa so ustvarjeni v skladu z mednarodnimi načeli katalogizacije in specifikacijami Biblioteca de Catalunya, ki jih je odobril CCUC. Zapisi so kodirani z MARC 21. Obstaja tudi vodnik CANTICa s postopkom za pripravo ustreznih evidenc s strani vpletenih subjektov. Služba za bibliografsko standardizacijo je odgovorna za zagotavljanje usposabljanja in podporo vsem udeležencem ob hkratnem zagotavljanju kakovosti javnih evidenc. Vsebina baze podatkov se posodablja mesečno in je na voljo na spletni strani Biblioteca de Catalunya.